# Antifrasis
Antifrasis är en retorisk figur och stilfigur där ett ord eller en fras används i en betydelse som är motsatt dess egentliga mening, ofta med en ironisk eller humoristisk effekt. Quintilianus nämner det som en underavdelning till ironi, eftersom begreppet används i motsatt betydelse.  Det används ofta i dagligt tal och litteratur för att skapa kontrast och betoning.   

## Etymologi
Ordet antifrasis härstammar från det grekiska antifrasis (ἀντίφρασις), som betyder "motsatt uttryck". Det är bildat av anti- (motsatt) och frasis (uttryck eller tal). Antifrasis har använts i retoriken sedan antiken, och dess betydelse har bevarats genom århundradena i både litterära och vardagliga sammanhang.

## Exempel
Antifrasis används ofta i ironiska eller sarkastiska sammanhang. Ett litterärt exempel återfinns i Homeros Iliaden, där Akilles, känd för sin raseri och brutalitet i strid, sarkastiskt kan kallas "mild och barmhärtig" för att betona hans motsatta egenskaper. På liknande sätt används antifrasis i retoriska sammanhang, exempelvis i klassiska romerska tal där en politiker kunde beskrivas som "en stor humanist" för att ironiskt framhäva motsatsen.
Ett annat vanligt exempel återfinns i litteraturen, där författare använder antifrasis för att skapa komiska eller satiriska effekter. I modern skönlitteratur kan en antagonist ironiskt kallas "hjälpsam" eller "godhjärtad" för att framhäva deras grymhet eller själviskhet.

## Användning i litteratur och retorik
Inom litteratur och retorik används antifrasis som ett stilmedel för att skapa en viss effekt hos läsaren eller lyssnaren. Genom att använda motsatsen till det som avses kan talaren eller författaren förstärka sitt budskap, ofta genom ironi eller sarkasm. Antifrasis används ofta inom satir och politisk retorik, där talare kan använda sig av denna figur för att framhäva absurditet eller kritik.
I journalistik och politiska debatter används ofta antifrasis för att subtilt kritisera makthavare genom att ge dem epitet som antyder motsatsen till deras verkliga egenskaper. Detta gör att mottagaren uppmärksammar motsägelsen och skapar vidare en retorisk poäng.
Precis som andra retoriska stilfigurer tillför antifrasis ytterligare betydelser till en text och en situation. Användningen av motsatta betydelser i litterära verk kan väcka intresse hos läsaren. Det gör den litterära texten mer engagerande och uppmuntrar läsaren att använda sitt eget tänkande för att förstå de underliggande betydelserna av ord och fraser.  Vidare gör det den litterära texten mer levande och verklighetsnära. Antifrasis används ofta i vardagliga uttryck och samtal.

## Antifrasis i olika språk och kulturer
Användningen av antifrasis är inte begränsad till ett specifikt språk utan förekommer i många kulturer och språkliga traditioner. Antifrasis används bland annat i det spanska språket genom uttryck som "el flaco" ("den smale"), vilket då syftar till en kraftigt byggd person på ett kärleksfullt eller humoristiskt sätt.
I fransk litteratur har antifrasis historiskt sett använts för att skapa subtil humor och sarkasm. Liknande användning kan ses i engelska, tyska och italienska uttryck där namn och epitet används på ett motsägelsefullt sätt för att förstärka en poäng eller skapa en komisk effekt.